# Impuesto sobre el patrimonio en España
El impuesto sobre el Patrimonio es un tributo estatal del sistema tributario español, que se encuentra cedido a las comunidades autónomas. Se trata de un impuesto de devengo anual, carácter directo y naturaleza personal que grava el patrimonio neto del que fuesen titulares las personas físicas a  de 31 de diciembre de cada año. Como impuesto cedido, cada comunidad obtiene el total de la recaudación, se encarga de su gestión y pueden regular determinados elementos como el mínimo exento, la tarifa y deducciones.

## Historia
Nació en virtud de la Ley 50/1977, de 14 de noviembre, con la reforma tributaria que estableció simultáneamente el Impuesto sobre la renta de las personas físicas, aunque actualmente la normativa básica del tributo en España la constituye la Ley 19/1991, de 6 de junio, y el Real Decreto-ley 13/2011, de 16 de septiembre, por el que se restablece el Impuesto sobre el Patrimonio, con carácter temporal.
El Impuesto sobre el Patrimonio fue técnicamente suprimido en 2008 por la Ley 4/2008. Esta norma dispuso la eliminación del gravamen sobre el patrimonio; técnicamente se estableció una bonificación general del cien por cien de la cuota, sin eliminar el impuesto. También se suprimió la obligación de presentar la declaración correspondiente al mismo.
Sin embargo, en 2011 se restableció el impuesto debido a la crisis económica. 
Inicialmente fue para los ejercicios 2011 y 2012 pero se ha seguido prolongando.
En 2018 España, a excepción de la comunidad de Madrid (donde el tipo de gravamen es del 0% y donde se localiza la mayoría de los grandes patrimonios), tiene el impuesto de patrimonio más alto de la OCDE para grandes patrimonios (ver ifo DICE Report 2 / 2018).

## Elementos importantes
Entre las novedades más importantes introducidas destacan las siguientes:
- Se eleva el importe de exención parcial de la vivienda habitual a efectos del impuesto, estableciéndose en 300.000 euros.
- Se establece un mínimo exento, en el caso de que las comunidades autónomas a las que está cedido el tributo no lo hubieran establecido, de 700.000 euros.
- Están obligados a presentar declaración los sujetos pasivos cuya cuota tributaria, determinada de acuerdo con las normas reguladoras del Impuesto y una vez aplicadas las deducciones o bonificaciones que procedieren, resulte a ingresar, o cuando, no dándose esta circunstancia, el valor de sus bienes o derechos, determinado de acuerdo con las normas reguladoras del impuesto, resulte superior a 2.000.000 euros.

### Hecho imponible
El hecho imponible, según el artículo 3 de la Ley 19/1991, es la "titularidad por el sujeto pasivo en el momento del devengo del patrimonio neto". Así pues, la base imponible será el valor del patrimonio neto del sujeto pasivo, entendiendo por patrimonio neto el conjunto de los bienes y derechos con contenido económico de los que sea titular el sujeto pasivo, una vez se le reste el valor de las cargas y gravámenes que recaigan sobre los bienes, así como las deudas u obligaciones personales de las que deba responder.

## Cesión
El impuesto sobre el Patrimonio se encuentra cedido a las comunidades autónomas, de manera que éstas obtienen el total de la recaudación, se encargan de su gestión y pueden regular su mínimo exento, su tarifa y sus deducciones. Algunas, como por ejemplo, la Comunidad de Madrid ha establecido bonificaciones del 100% en la cuota del impuesto. El resto de comunidades tienen a fecha de 2018 las siguientes cuotas de impuesto de patrimonio: 
- Andalucía, Cantabria y Galicia, del 0,24% al 3,03%
- Asturias, del 0,22% al 3%,
- Baleares del  0,28% al 3,45%
- Cataluña, del 0,21 al 2,75%
- Extremadura, del 0,3% al 3,75%
- Región de Murcia, del 0,24% al 3%
- Comunidad Valenciana, 0,25% al 3,12%

De esta forma, la mayoría de comunidades autónomas se colocan a la cabeza del mundo en el impuesto de patrimonio en el caso de las grandes fortunas, por delante de países como Noruega con cuotas del 1.1%, aunque en la práctica la mayoría de las grandes fortunas en España no pagan el impuesto al estar concentradas en la Comunidad de Madrid. Por otro lado, el elevado mínimo exento del impuesto, unido a la exención en la Comunidad de Madrid, hace que en España no alcance el 1% el porcentaje de población que paga el Impuesto sobre el Patrimonio.